# Eduard Lippert
Eduard Amandus Lippert (* 8. Januar 1844 in Hamburg; † 19. November 1925 ebenda) war ein Hamburger Kaufmann, Finanzier und Politiker, der vielfältige Spuren im südlichen Afrika hinterlassen hat.

## Leben
Lippert wuchs in Hamburg auf und machte dort eine kaufmännische Ausbildung. Nach mehrjährigen Tätigkeiten für Handelshäuser in London, New York und Hamburg trat er Mitte der 1860er Jahre in die von seinem Vater gegründete und von seinem Bruder Ludwig geführte Firma David Lippert & Co. ein. Lippert war anfangs in Hamburg, später in Port Elizabeth tätig.
Nach Ausbruch des Deutsch-Französischen Krieges kehrte Lippert nach Deutschland zurück, um als freiwilliger Krankenpfleger am Krieg teilzunehmen. Nach dem Krieg war Lippert wieder in Hamburg tätig. Das Geschäft war sehr angesehen und erreichte für die damalige Verhältnisse die große Summe eines Jahresumsatzes von 40 Millionen Mark im Export und fast die gleiche Summe für den Import in Südafrika.
Lippert heiratete Maria Anna Zacharias (7. September 1854 – 18. Juni 1897), eine Schwester von Adolf Nicolaus Zacharias und Eduard Zacharias, die 1890 an Krebs erkrankte und später daran starb.
Ende des Jahres 1882 machte die Firma David Lippert & Co. in Kapstadt große Verluste und wurde im Januar 1883 zahlungsunfähig. Die Firma wurde im folgenden Jahr aufgelöst. Eduard Lippert übernahm dabei die Geschäfte im südlichen Afrika, wohin er 1884 übersiedelte. Lippert nahm seinen Wohnsitz in Pretoria, war in den folgenden Jahren vor allem in Barberton tätig, wo er sehr erfolgreich an der Finanzierung von Goldminen beteiligt war. Er erlangte 1887 von der Regierung der Südafrikanischen Republik das Monopol für die Dynamitherstellung. Dieses De-facto-Importmonopol war infolge der Intensivierung der bergbaulichen Aktivitäten im Transvaal sehr lukrativ und dementsprechend sehr umstritten.
Gegen Lipperts Monopol arbeiteten die im Generalkartells deutscher und britischer Pulverfabriken zusammengeschlossenen Firmen, die Julius Scharlach mit der Wahrung ihrer Interessen betrauten. Ab 1893 wurden die Firmen des Kartells an dem Monopol beteiligt. Lippert verkaufte seine Anteile an der Gesellschaft, die das Monopol hielt, 1897. 
In Hamburg zurückgekommen, suchte Lippert die Ruhe und Natur in Poppenbüttel und kaufte dort, 1896 das Landgut Hohenbuchen, das aufwändig umgebaut wurde. Dort befanden sich auch zwei Wassermühlen, in die Untere Mühle baute er einen Generator ein, der seinen Hof mit Strom versorgte. Im Mühlenteich (dem heutigen Kupferteich) der Oberen Mühle baute Lippert eine Fischzucht für Forellen und Karpfen auf. Es gab dort sogar eine eigene Sternwarte. Aufgrund seiner Zuwendung zur Astronomie, stifte er für die Sternwarte in Bergedorf (heute Hamburger Sternwarte) ein leistungsfähiges fotografisches Fernrohr, das dort unter dem Namen Lippert-Teleskop in Betrieb ist. Weiterhin wandte er sich unterschiedlichen wohltätigen Aktivitäten zu. 1911 verließ Lippert sein Landgut Hohenbuchen.

## Lippert Concession
Lippert spielte eine Rolle bei der Entstehung von Südrhodesien. Ursprünglich als Konkurrent von Cecil Rhodes, der sich mit der Rudd Concession die Recht gesichert hatte, Bodenschätze im Matabele-Königreich abzubauen, hatte Lippert über einen Agenten mit dem König Lobengula Verhandlungen über die Gewährung von Landrechten geführt. Rhodes war alarmiert, da seine Rechte dann weniger wert gewesen wären. Rhodes verhandelte über Charles Rudd mit Lippert und sie einigten sich am 12. September 1891 darauf, dass Lippert die ihm gewährten Rechte weitergeben werde.
Lippert reiste dann selbst zusammen mit seiner Frau Marie zu Lobengula, um die Verhandlungen abzuschließen. Lobengula unterzeichnete die Lippert Concession, die beinhaltete, dass Lippert, gegen jährliche Zahlungen das Recht hatte, Landrechte „im Namen des Königs“ weiterzuverkaufen.
Die Lippert Concessions wurde von Lippert vertragsgemäß am 11. Februar 1892 an die Britische Südafrika-Gesellschaft weitergeben.

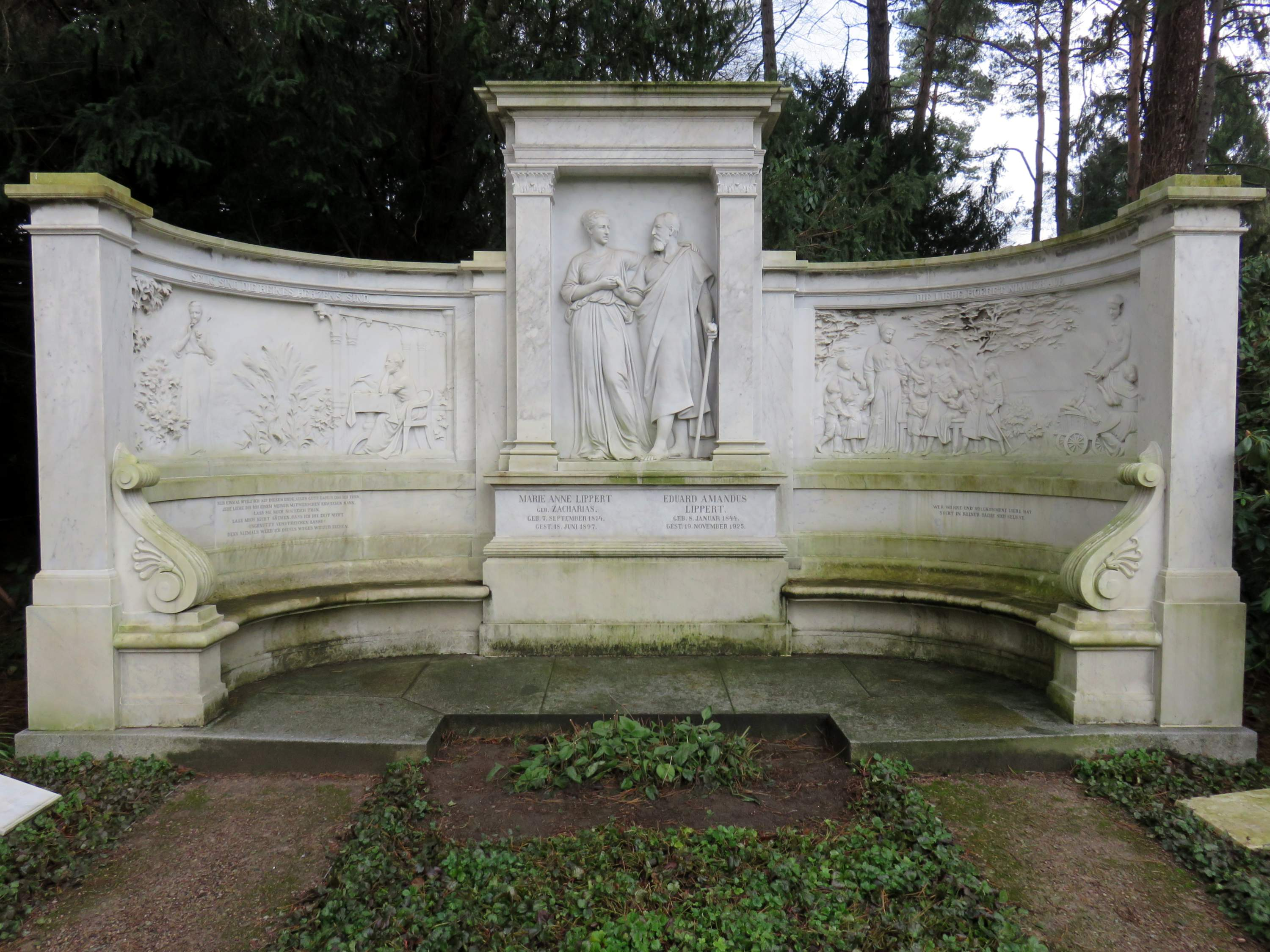
Grabmal auf dem Ohlsdorfer Friedhof

## Sonstiges
Von 1879 bis 1883 gehörte Lippert der Hamburgischen Bürgerschaft an, er war Mitglied der Deputation für Handel und Schifffahrt.
Zu Ehren Lipperts wurde der von der Hamburger Sternwarte entdeckte Asteroid (846) Lipperta nach ihm benannt. 
1890 kaufte Lippert eine Farm im Umland von Johannesburg, er baute auf einem Teil eine Villa Marienhof, die noch erhalten ist. Auf dem restlichen Gelände ließ er Bäume anpflanzen und nannte die Gegend Sachsenwald, in Anlehnung an den deutschen Sachsenwald, der Otto von Bismarck gehörte. Heute ist Saxonwold ein Vorort von Johannesburg.
Die Grabanlage von Marie und Eduard Lippert auf dem Friedhof Ohlsdorf wurde vom Bildhauer Johannes Schilling gefertigt und ist wegen ihres besonderen Schmuckes mehrfach beschrieben. Das Grab befindet sich in Planquadrat U 23, 21-35 / V 23, 17-25.
Zum Andenken an seine Frau stiftete Lippert 1898 das Säuglingsheim Mariensruh in Groß Borstel, in dem sich heute eine Schule befindet.
Auch gehörte Eduard Lippert zum Zirkel der Initiatoren des Bismarck-Denkmal-Comités und war einer der Großspender des seit 1898 geplanten und letztendlich 1906 eingeweihten Bismarck-Denkmals im Alten Elbpark oberhalb der Landungsbrücken am Hamburger Hafen.